# Bauernvogt
Der Bauernvogt (nds: Burvogt) war in der vorpreußischen Zeit Schleswig-Holsteins ein Amt der bäuerlichen Selbstverwaltung.
Der Bauernvogt stand an der Spitze der bäuerlichen Hierarchie eines Dorfes. In den alten landesherrlichen Ämtern war er bis 1867 für die Einhaltung der Ordnung (eigene Dorfordnung, Anweisungen des Landesherren) zuständig und vertrat gleichzeitig die Dorfbevölkerung gegenüber der Obrigkeit. In den Dörfern der Adligen Güter war er für die Durchsetzung der Anordnungen des Gutsherrn zuständig. Aufgrund seiner Zwitterstellung als Vertreter der Obrigkeit einerseits und der Bevölkerung andererseits, geriet der Bauernvogt häufig in Aufgaben- und Loyalitätskonflikte.
Bis zur Verkoppelung im 18. Jahrhundert entschied der Bauernvogt in der bäuerlichen Feldgemeinschaft über Fruchtfolge und Arbeitstermine auf der Allmende.
Häufig war das Amt des Bauernvogtes an eine bestimmte Hufe gebunden, diese Stellen waren oftmals erblich, so dass sich ein sogenannter Bauernadel in den Dörfern herausbildete. In anderen Dörfern wurden die Bauernvögte unter den Hufnern gewählt, so dass das Amt rotierte.
Mit Einführung der preußischen Landgemeindeordnung 1867 wurde das Amt des Bauernvogtes aufgehoben.